# Лоде Краейбекс
Франсоа Фердинан Луи Краейбекс (на нидерландски: François Ferdinand Louis Craeybeckx) е белгийски политик от Белгийската социалистическа партия, кмет на Антверпен от 1947 година до смъртта си през 1976 година.

## Биография
Лоде Краейбекс е роден на 24 ноември 1897 година в Антверпен в семейството на полицай от Лимбург и съпругата му, произхождаща от Лиеж. През 1917 година постъпва в Гентския университет, но след края на Първата световна война прекарва девет месеца в затвора, като участник във фламандското национално движение, което си сътрудничи с германските окупационни власти.
От 1925 до 1931 година Краейбекс работи като журналист във вестник „Волксгазет“. По това време става член на социалистическата партия. През 1928 година полага изпити за юридическа правоспособност и от 1931 година работи като адвокат. През 1932 година става депутат в Камарата на представителите, като остава там до 1968 година. От 1933 до 1937 година е кмет на съседната на Антверпен община Дьорне като кандидат на социалистите. По това време той става известен като един от водещите фламандски националисти в партията.
След като за кратко през 1946 година е министър на колониите, през 1947 година Лоде Краейбекс е избран за кмет на Антверпен и, преизбиран неколкократно, остава на тази длъжност до своята смърт през 1976 година. Той е най-дълго заемалия поста кмет в цялата история на Антверпен. Времето на неговото управление е свързано с възстановяването на града и бързото му стопанско развитие в годините след Втората световна война.
Лоде Краейбекс умира в Антверпен на 25 юли 1976 г.